# Le Défi de la grandeur
Pour plus de détails, voir Fiche technique et Distribution.
Le Défi de la grandeur (The Challenge... A Tribute to Modern Art) est un film américain réalisé par Herbert Kline, sorti en 1975.

## Synopsis
Le film présente des artistes de la période moderne dans leurs ateliers qui présentent leurs créations.

## Fiche technique
- Titre : Le Défi de la grandeur
- Titre original : The Challenge... A Tribute to Modern Art
- Réalisation : Herbert Kline
- Scénario : Herbert Kline
- Narration : Orson Welles
- Musique : Michel Michelet
- Photographie : Arnold Eagle, Ivan Stoinov, Derrett Williams
- Montage :
- Production : Herbert Kline
- Société de production : World View
- Société de distribution : New Line Cinema (États-Unis)
- Pays :  États-Unis
- Genre : Documentaire
- Durée : 104 minutes
- Dates de sortie : 
  -  États-Unis : 2 mars 1975 (Los Angeles), octobre 1977
  -  France : 16 février 1977

## Distinctions
Le film a été nommé à l'Oscar du meilleur film documentaire.